# Antonio Ugalde
Antonio Ugalde García (Esplugues de Llobregat, Barcelona, Katalonija, Španjolska, 13. svibnja 1976.) je španjolski rukometaš i bivši nacionalni reprezentativac. Cijelu svoju klupsku karijeru igrač je proveo u Španjolskoj dok je najveće uspjehe ostvario igrajući za Granollers s kojim je 1995. i 1996. osvojio Kup EHF dok je kao igrač Valladolida osvojio rukometni Copa del Rey (španjolski kup).
Kao reprezentativac Španjolske, Antonio Ugalde je na EURO-u igranom 1998. u Italiji bio doprvak Europe a dvije godine kasnije brončani na Europskom prvenstvu u Hrvatskoj. Iste godine, igrač je s reprezentacijom osvojio i broncu na Olimpijadi u Sydneyju.
Antonio Ugalde García je stariji brat Cristiana Ugaldea koji je član Barcelone i španjolske reprezentacije.

## Vanjske poveznice
- Antonio Ugalde García (ca.Wiki)
- Antonio Ugalde (en.Wiki)
- Antonio Ugalde García (es.Wiki)